# Cardiology Clinics
Cardiology Clinics is een internationaal, aan collegiale toetsing onderworpen wetenschappelijk tijdschrift op het gebied van de cardiologie.
De naam wordt in literatuurverwijzingen meestal afgekort tot Cardiol. Clin.
Het wordt uitgegeven door Elsevier.